# Igor Francetić (veslač)
Igor Francetić (Zagreb, 21. travnja 1977.), hrvatski veslač, osvajač brončane medalje na Olimpijskim igrama u Sydneyu 2000. godine.